# Kim Jin-kyung
Kim Jin-kyung (hangul: 김진경), es una modelo y actriz surcoreana.

## Biografía
Estudió en Hanlim Multi Art School.
Es amiga de la modelo Song Hae-na.
A finales de mayo del 2019 se anunció que estaba saliendo con el rapero "Crucial Star" (Park Se-yoon) desde hace más de un año, sin embargo en enero del 2020 se anunció que la relación había terminado después de dos años.

## Carrera
Es miembro de la agencia de modelaje "ESteem".
Ha modelado y participado en sesiones fotográficas para "W Korea", "Vogue Korea", "Elle Korea", "1st Look", "Céci", "Nylon", entre otros... 
En el 2012 participó en la tercera temporada del programa de modelaje Korea's Next Top Model donde quedó en segundo lugar.
En 2016 él se unió al elenco de la cuarta temporada del programa We Got Married donde participó junto al cantante Jota.
Ese mismo año apareció en el video musical Seasons of the Heart de Seo In-guk donde interpretó a su interés romántico.
El 24 de septiembre de 2017 se unió al elenco principal de la serie Andante donde dio vida a la misteriosa estudiante Kim Bom, hasta el final de la serie el 7 de enero de 2018.
A finales de marzo del 2018 se anunció que se unió como parte de los miembros del nuevo programa de belleza Mimi Shop, el cual fueestrenado en abril del mismo año.
El 31 de mayo del mismo año se anunció que se había unido al elenco principal de la serie Tofu Personified donde dio vida a Baek Min-kyung.
El 3 de junio del 2019 se unió al elenco recurrente de la serie Perfume donde interpreta a Kim Jin-kyung, la hija de Min Jae-hee (Ha Jae-sook), hasta ahora.

## Filmografía

### Series de televisión
| Año         | Título           | Personaje      | Notas        |
| ----------- | ---------------- | -------------- | ------------ |
| 2019        | Perfume          | Kim Jin-kyung  |              |
| 2018        | Tofu Personified | Baek Min-kyung | 8 episodios  |
| 2017 - 2018 | Andante          | Kim Bom        | 16 episodios |
| 2016        | Yellow           | Lee Ruda       | -            |

### Programas de variedades
| Año  | Programa                       | Notas                                                    |
| ---- | ------------------------------ | -------------------------------------------------------- |
| 2019 | Happy Together S4              | (ep. #37) - invitada                                     |
| 2018 | Mimi Shop                      | miembro y co-presentadora                                |
| 2018 | Law of the Jungle in Patagonia | 6 episodios (Ep. #305-310) - miembro                     |
| 2016 | Lipstick Prince                | episodio 2 - invitada                                    |
| 2016 | Devil's Runway                 | invitada                                                 |
| 2016 | Knowing Bros                   | episodio 39 - invitada - junto a Sung Hoon               |
| 2016 | We Got Married                 | 30 episodios - (Ep. #321 - 350) - miembro - junto a Jota |
| 2015 | My Little Television           | 2 episodios (Ep. 17-18) - invitada                       |
| 2012 | Korea's Next Top Model         | participante                                             |

### Videos musicales
| Año  | Artista / Grupo                 | Canción                | Notas                |
| ---- | ------------------------------- | ---------------------- | -------------------- |
| 2016 | Seo In-guk                      | "Seasons of the Heart" | apareció en el video |
| 2016 | Kangta                          | "Diner"                | apareció en el video |
| 2016 | Kim Heechul & Jungmo ft. Wheein | "Narcissus"            | apareció en el video |
| 2015 | MYNAME                          | "Too Very So Much"     | apareció en el video |
| 2014 | B1A4                            | "Lovely"               | apareció en el video |

## Premios y nominaciones
| Año  | Categoría                  | Premio                  | Programa       | Resultado |
| ---- | -------------------------- | ----------------------- | -------------- | --------- |
| 2016 | Best Couple (junto a Jota) | MBC Entertainment Award | We Got Married | Nominados |